# Goniothalamus borneensis
Goniothalamus borneensis är en kirimojaväxtart som beskrevs av Mat-salleh. Goniothalamus borneensis ingår i släktet Goniothalamus och familjen kirimojaväxter. Inga underarter finns listade i Catalogue of Life.